# Imbroglio (Better Call Saul)
Imbroglio (Chicanery) è il quinto episodio della terza stagione della serie televisiva AMC Better Call Saul, spin-off di Breaking Bad. L'episodio è andato in onda l'8 maggio 2017 su AMC negli Stati Uniti. Al di fuori degli Stati Uniti, l'episodio è stato presentato in anteprima sul servizio di streaming Netflix in diversi paesi. Ha ricevuto il plauso universale della critica, venendo considerato dai più il miglior episodio della serie al momento della sua uscita.

## Trama

### Apertura
In un flashback del 2001, Jimmy McGill aiuta Chuck McGill nel riconciliarsi con la sua ex moglie Rebecca Bois durante una cena a casa di Chuck. Rebecca non sa che Chuck crede di soffrire di ipersensibilità elettromagnetica e risponde a una chiamata sul suo cellulare, provocando il panico di Chuck, che reagisce bruscamente spingendola ad andarsene.

### Storia principale
Nel 2003, Jimmy chiede al dottor Caldera se conosce qualcuno "dalla mano lesta" disposto a fare un lavoro per lui. Dopo un'udienza di successo davanti al consiglio bancario, Kim Wexler informa Paige Novick e Kevin Wachtell delle accuse di Chuck secondo le quali Jimmy avrebbe manomesso i documenti di Mesa Verde, ma loro ritengono sia una reazione rabbiosa di Chuck per aver commesso un errore.
L'avvocato dell'ordine degli avvocati vuole usare la confessione registrata di Jimmy come spiegazione per la sua irruzione in casa del fratello e Kim sa che Chuck testimonierà la sua autenticità, consentendo a lei e Jimmy di interrogare Chuck sollevando la questione della sua ipersensibilità elettromagnetica. Nella sua arringa di apertura, Kim suggerisce che dietro tutto non ci siano i presunti crimini di Jimmy, ma la faida tra lui e Chuck.
La sala delle udienze viene predisposta per accogliere il disturbo di Chuck, spegnendo qualsiasi strumento elettrico e rimuovendo ogni oggetto elettronico. Howard Hamlin testimonia che Chuck non voleva assumere Jimmy come avvocato presso HHM, presumibilmente per evitare di dare l'impressione di fare nepotismo, ma Kim sottolinea come Howard stesso sia stato assunto anche se era figlio di uno dei soci fondatori. La confessione di Jimmy viene trasmessa al comitato.
Chuck arriva per testimoniare, scontrandosi lungo il tragitto con Huell Babineaux. Con sua grande sorpresa, Jimmy è accompagnato da Rebecca. Lei afferma che Jimmy l'ha contattata perché preoccupato per il benessere di Chuck e le ha chiesto di venire a dargli supporto, ma Chuck sostiene che Jimmy l'ha invitata come tattica psicologica per minarlo.
Durante il controinterrogatorio, Jimmy parla dell'ipersensibilità elettromagnetica di Chuck e gli chiede di identificare la fonte di elettricità più vicina. Sospettando un trucco, Chuck ipotizza correttamente che Jimmy abbia qualcosa di elettrico in tasca, ovvero il suo telefono, ma anche che non ha la batteria, affermando che è per questo che non ha avvertito i sintomi. Jimmy a quel punto chiede a Chuck di guardare nella sua tasca e Chuck trova lì la batteria del telefono. Jimmy spiega a tutti che Huell l'ha infilata di nascosto a Chuck in tasca quasi due ore prima, senza che Chuck ne venisse influenzato in alcun modo. Quanto l'avvocato dell'Ordine degli avvocati sostiene che l'apparente malattia mentale di Chuck è irrilevante, Chuck si offende e si lancia in una feroce invettiva sul comportamento disonesto di suo fratello, accusandolo di imbrogliare. Si blocca realizzando che il suo sfogo ha scioccato l'intera aula.

## Produzione
L'episodio è diretto da Daniel Sackheim, regista esordiente nello show, e scritto da Gordon Smith, che in precedenza aveva sceneggiato l'episodio della seconda stagione Gonfiabile.
La puntata segna la prima volta nella serie che Jonathan Banks non appare nei panni di Mike. Lavell Crawford riprende il ruolo di Huell Babineaux da Breaking Bad dopo essere apparso per l'ultima volta nell'episodio della quinta stagione Riserva indiana.

## Accoglienza

### Ricezione
Al momento della messa in onda, l'episodio ha ricevuto 1,76 milioni di spettatori americani e un punteggio di 18-49 di 0,7. Considerando la visualizzazione Live+7, l'episodio ha avuto un pubblico complessivo di 4,16 milioni di spettatori e un punteggio di 1,6 18–49.

### Critica
L'episodio ha ricevuto il plauso universale della critica, che lo ha definito uno dei migliori della serie. Terri Schwartz di IGN ha assegnato all'episodio 10 su 10, descrivendolo come "il miglior episodio di Better Call Saul fino ad oggi". Detiene un 100% su Rotten Tomatoes con una media di 9,5/10 basata su 14 recensioni. Il consenso del sito recita: "La guerra tra Jimmy e Chuck raggiunge un climax senza precedenti nello straziante, sobrio e definitivo Imbroglio, un episodio che consolida chiaramente Better Call Saul come televisione essenziale."
TVLine ha nominato Michael McKean "Artista della settimana" per la sua interpretazione nella puntata, scrivendo che è stata "la migliore finora per la sua interpretazione affascinante e stratificata nei panni del fratello di Jimmy, Chuck McGill". Donna Bowman di The AV Club, che ha assegnato all'episodio una valutazione "A", ha elogiato la scena in tribunale, dicendo che "non è solo per darci la soddisfazione di un dramma in tribunale, il finale pulito in cui la verità viene fuori. La genialità di questa struttura è quella di darci una visione al rallentatore del mondo che finisce, un risultato metodicamente perseguito da Kim e Jimmy, che tuttavia sembra non dare loro alcuna soddisfazione."
Al 69º Primetime Emmy Awards, Skip Macdonald è stato candidato per il miglior montaggio di immagini con telecamera singola per una serie drammatica, e Gordon Smith è stato candidato per la migliore sceneggiatura per una serie drammatica; è il secondo episodio della serie a ricevere tale nomination. Smith ha ricevuto il premio Writers Guild of America per il miglior episodio drammatico. Molti critici sono rimasti delusi quando McKean, che si diceva avesse dato "una delle migliori interpretazioni televisive di tutto l'anno", non è riuscito a ottenere una nomination agli Emmy, al contrario del suo collega Jonathan Banks.

## Analisi
La scena finale dell'episodio è un omaggio alla scena culminante dell'aula di tribunale in L'ammutinamento del Caine, in cui un capitano della Marina sospettoso, autoritario e da manuale crolla sotto il controinterrogatorio. Uproxx ha osservato che anche le espressioni facciali dei tre membri del comitato di Imbroglio rispecchiano quelle dei tre giudici di Caine. Il film, che Vince Gilligan annovera tra i suoi preferiti, è citato anche nell'episodio di Breaking Bad L'affare tedesco venendo mostrato in tv mentre Mike lo guarda.

## Nella cultura di massa
Il monologo finale di Chuck è diventato oggetto di meme su Internet.